# Tisselskogs distrikt
Tisselskogs distrikt är ett distrikt i Bengtsfors kommun och Västra Götalands län. 
Distriktet ligger sydost om Bengtsfors. 

## Tidigare administrativ tillhörighet
Distriktet inrättades 2016 och utgörs av socknen Tisselskog i Bengtsfors kommun
Området motsvarar den omfattning Tisselskogs församling hade vid årsskiftet 1999/2000.